# Архиепархия Памплоны и Туделы
Архиепархия Памплоны и Туделы (лат. Archidioecesis Pampilonensis et Tudelensis, баск. Iruñeko eta Tuterako artxidiozesia, исп. Archidiócesis de Pamplona y Tudela) — диоцез римско-католической церкви, расположенный церковной провинции Памплона и Тудела в Испании. Юрисдикция архиепархии включает в себя всю автономную область Наварра.
Действующий архиепископ-митрополит Флоренсио Росельо Авельянас был назначен 9 ноября 2023 года. Кафедра архиепископа находится в соборах Санта-Мария-ла-Реаль (Памплона) и Санта-Мария (Тудела).

## История
Зарождение христианства в Памплоне приписывают святому Сатурнину, епископу Тулузы, который в III веке проповедовал Евангелие в маленькой римской колонии, основанной Гнеем Помпеем. Первыми новообращёнными стали сенатор Фирмо и его сын Фирмин, который стал первым епископом Памплоны. Первоначально епископство было суффраганом архиепархии Таррагоны.
В конце VI века в составе III Толедского собора упоминается епископ Памплоны Лильоло. Во время арабского завоевания Пиренейского полуострова епархия переехала в Лейре. Дальнейших сведений об епископстве нет до 829 года, начала образования королевства Наварра.
В XIII веке Наварра была разделена на шесть епархий, среди которых Памплонская была самой большой и простиралась за пределы королевства. В 1318 году епархия Памплоны перешла в новообразованную архиепархию Сарагосы до 1574 года, когда Памплона вошла в состав архиепархии Бургоса. 27 марта 1783 года папа Пий V возвёл епархию Туделы, которая вошла в состав архиепархии Бургоса, а с 1851 года Сарагосы.
В 1785 году территория крепости Вальдонселла, входившая в епархию Памплоны, перешла епархию Хаки.
5 сентября 1851 года папа Пий IX расформировал место епископа Туделы буллой «Para vicariam». С 1858 года епископы Тарасоны взяли под контроль епархию Туделы, выполняя роль апостольских администраторов.
8 сентября 1861 года из Памплоны была выделена епархия Витории.
С 1955 года епархия Туделы вошла в состав Памплоны, а через год, 11 августа 1956 года папа Пий XII буллой «Decessorum nostrorum» возвел Памплону в ранг столичной архиепископии. 11 августа 1984 года папа Иоанн Павел II буллой «Supremam exercentes» объединил (по принципу Aeque principaliter) епархии Памплоны и Туделы и титулы архиепископа Памплоны и епископа Туделы в один.

## Территория
Архиепископство Памплона-и-Туделы расположено на севере Испании, в автономной области Наварра. Географически епархия находится между Пиренеями и Рибера-Наваррой, граничит с Францией на севере, со Страной Басков на западе, провинцией Риоха на юге и Арагоном на востоке. Юрисдикция архиепископства охватывает территорию 10 421 км², которая включает 272 муниципалитетов.
Архиепископство Памплона-и-Туделы граничит с епархиями Байонны (Франция) на севере, Сан-Себастьяна и Витории на западе, Калаорры и Ла-Кальсада-Логроньо на юге, Хаки и Тарасоны на востоке.
Города Памплона и Тудела, чьи названия носит епархия, являются архиепископскими столицами, в них находятся архиепископская курия и соборы.

## Церковная провинция
В состав церковной провинции (митрополии) Памплона-и-Туделы входят архиепархия Памплона-и-Туделы и суффраганы:
- Епархия Калаорры и Ла-Кальсада-Логроньо[исп.];
- Епархия Хаки[исп.];
- Епархия Сан-Себастьяна.

Сводная таблица епархий:
| Диоцез                          | Дата образования    | Площадь, км² | Общая численность населения | % католиков | Количество приходов | Кафедральный собор |
| ------------------------------- | ------------------- | ------------ | --------------------------- | ----------- | ------------------- | ------------------ |
| Памплона-и-Туделы               | V век               | 10 421       | 644 566                     | 98,9        | 734                 | Памплоны           |
| Памплона-и-Туделы               | V век               | 10 421       | 644 566                     | 98,9        | 734                 | Туделы             |
| Калаорры и Ла-Кальсада-Логроньо | V век               | 5033         | 315 141                     | 95,9        | 253                 | Калаорры           |
| Калаорры и Ла-Кальсада-Логроньо | V век               | 5033         | 315 141                     | 95,9        | 253                 | Ла-Кальсада        |
| Калаорры и Ла-Кальсада-Логроньо | V век               | 5033         | 315 141                     | 95,9        | 253                 | Логроньо           |
| Хаки                            | VIII век            | 5896         | 50 200                      | 98,1        | 181                 | Хаки               |
| Сан-Себастьяна                  | 2 декабря 1949 года | 1977         | 708 207                     | 95,85       | 215                 | Сан-Себастьяна     |
| Всего:                          |                     | 23 327       | 1 718 114                   | 95,85       | 1381                |                    |

## Митрополиты
11 августа 1956 года епархия была возведена в ранг митрополии. С этого момента она управлялась 6 прелатами:
|   | Титул       | Имя                                    | Период     | Дальнейшее назначение |
| - | ----------- | -------------------------------------- | ---------- | --------------------- |
| 1 | архиепископ | Энрике Дельгадо-и-Гомес (кларетинец)   | 1946—1968  | Отставка              |
| 2 | архиепископ | Артуро Табера Араос                    | 1968—1971  | Отставка              |
| 3 | архиепископ | Хосе Мендес Асенсио                    | 1971—1978  | Архиепархия Гранады   |
| 4 | архиепископ | Хосе Мария Чирарда                     | 1978—1993  | Отставка              |
| 5 | архиепископ | Фернандо Себастьян Агилар (кларетинец) | 1993—2007  | Отставка              |
| 6 | архиепископ | Франсиско Перес Гонсалес               | 2007—2023  |                       |
| 7 | архиепископ | Флоренсио Росельо Авельянас            | 2023—н. в. |                       |

## Комментарии
1. ↑  Когда епархия в 1956 году была возведена в архиепископство, тогдашний епископ Энрике Дельгадо-и-Гомес стал первым архиепископом.